# Linse (Botanik)
Die Linse (Lens culinaris; Synonym: Ervum lens L.), auch Küchen-Linse genannt, ist eine Pflanzenart aus der Gattung Linsen (Lens) aus der Unterfamilie Schmetterlingsblütler (Faboideae) innerhalb der Familie der Hülsenfrüchtler (Fabaceae oder Leguminosae). Diese Nutzpflanze stammt wahrscheinlich von der wilden Lens orientalis ab.

## Beschreibung

### Vegetative Merkmale
Die Linse wächst als einjährige krautige Pflanze und erreicht Wuchshöhen von 10 bis zu 50 cm (75). Der schon ab der Basis verzweigte, dünne und rippige Stängel ist flaumig behaart. Es ist eine kleine Pfahlwurzel ausgebildet.
Die wechselständigen Laubblätter sind paarig gefiedert mit 3 bis 8 Paaren von Fiederblättchen. Die fast sitzenden, abgerundeten oder spitzen bis bespitzten, meist ganzrandigen Fiederblättchen weisen eine Länge von 6 bis 20 mm und eine Breite von 2 bis 5 mm auf. Die rinnige Rhachis endet in einer Ranke. Die 3 bis 7 mm langen Nebenblätter und die ganzen Blätter sind mehr oder weniger weiß behaart.

### Generative Merkmale
Die Blütezeit reicht von April bis September. Die traubigen, achselständigen Blütenstände enthalten nur eine bis drei (vier) Blüten. Die zwittrigen und gestielten Blüten sind zygomorph und fünfzählig mit doppelter Blütenhülle. Der Kelch mit fünf priemlichen Zipfeln ist stärker behaart, wie auch die Blütenstiele. Die weißen oder blauen bis purpurfarbenen Kronblätter stehen der typischen Form der Schmetterlingsblüte zusammen, die 4,5 bis 6,5 mm groß ist. Der kurz gestielte Fruchtknoten ist kahl.
Die bei Reife zwischen Mai und September bräunliche, kahle und bespitzte, aufgeblasene, kleine Hülsenfrucht ist länglich und 10 bis 15 mm lang. Die runden, flachen, etwa 1 bis 2 mm dicken Samen weisen einen Durchmesser von 3 bis 8 mm auf. Sie sind grünlich, beige bis bräunlich, rötlich, orange oder schwarz.
Die Chromosomenzahl beträgt 2n = 14.
Die Linse gedeiht am besten auf mergeligen oder sandigen, kalkhaltigen, lockeren Lehmböden, die ziemlich flachgründig sein können.

## Taxonomie
Die Linse wurde 1753 von Carl von Linné in Species Plantarum Band 2, Seite 738 als Ervum lens erstbeschrieben. Die Art wurde 1787 von Friedrich Kasimir Medikus in Vorlesungen der Churpfälzischen physicalisch-öconomischen Gesellschaft Band 2 Seite 361 als LÖens culinaris in die Gattung Lens gestellt. Heute wird sie auch als Vicia lens (L.) Coss. & Germ. in die Gattung Vicia gestellt.

## Anbau

### Geschichte
Die Linse stammt wahrscheinlich von der Wildlinse Lens orientalis aus Kleinasien ab, die in Westasien verbreitet ist. Im Jungpaläolithikum und Mesolithikum wurden Linsen von nordmediterranen Jägern und Sammlern als Nahrung genutzt. Funde aus den mesolithischen Schichten (lithic assemblages VIII, IX nach Perlès) gehören zur Art Lens nigricans oder Lens ervoides. Eine Domestikation ist nicht anzunehmen. Die Vorkommen gingen jedoch durch den Meeresspiegelanstieg zunehmend zurück.
Die Linse (Lens culinaris; im Mittelalter und früher auch Lens und Lenticula genannt) ist seit Beginn des Ackerbaus im Neolithikum eine der Hauptnutzpflanzen der aus dem fruchtbaren Halbmond stammenden Kulturen. Sie wurde in der Höhle von Franchthi in Griechenland bereits in den frühesten neolithischen Schichten gefunden, die um 7000 v. Chr. datieren. Aus Bulgarien stammen ebenfalls Linsenfunde. In der mitteleuropäischen Linearbandkeramik sind Linsen seit der ältesten Phase nachgewiesen, etwa 5500 v. Chr.Beleg?
Im Alten Ägypten waren Linsen eines der Grundnahrungsmittel. Auch in der Bibel werden sie erwähnt, und zwar im Buch Genesis. Dort wird geschildert, wie Esau sein Erstgeburtsrecht für ein Linsengericht an seinen jüngeren Bruder Jakob verkauft: „Da gab ihm Jakob Brot und das Linsengericht, und er aß und trank und stand auf und ging davon. So verachtete Esau seine Erstgeburt.“ (Genesis 25,29-34 )

### Heutiger Anbau

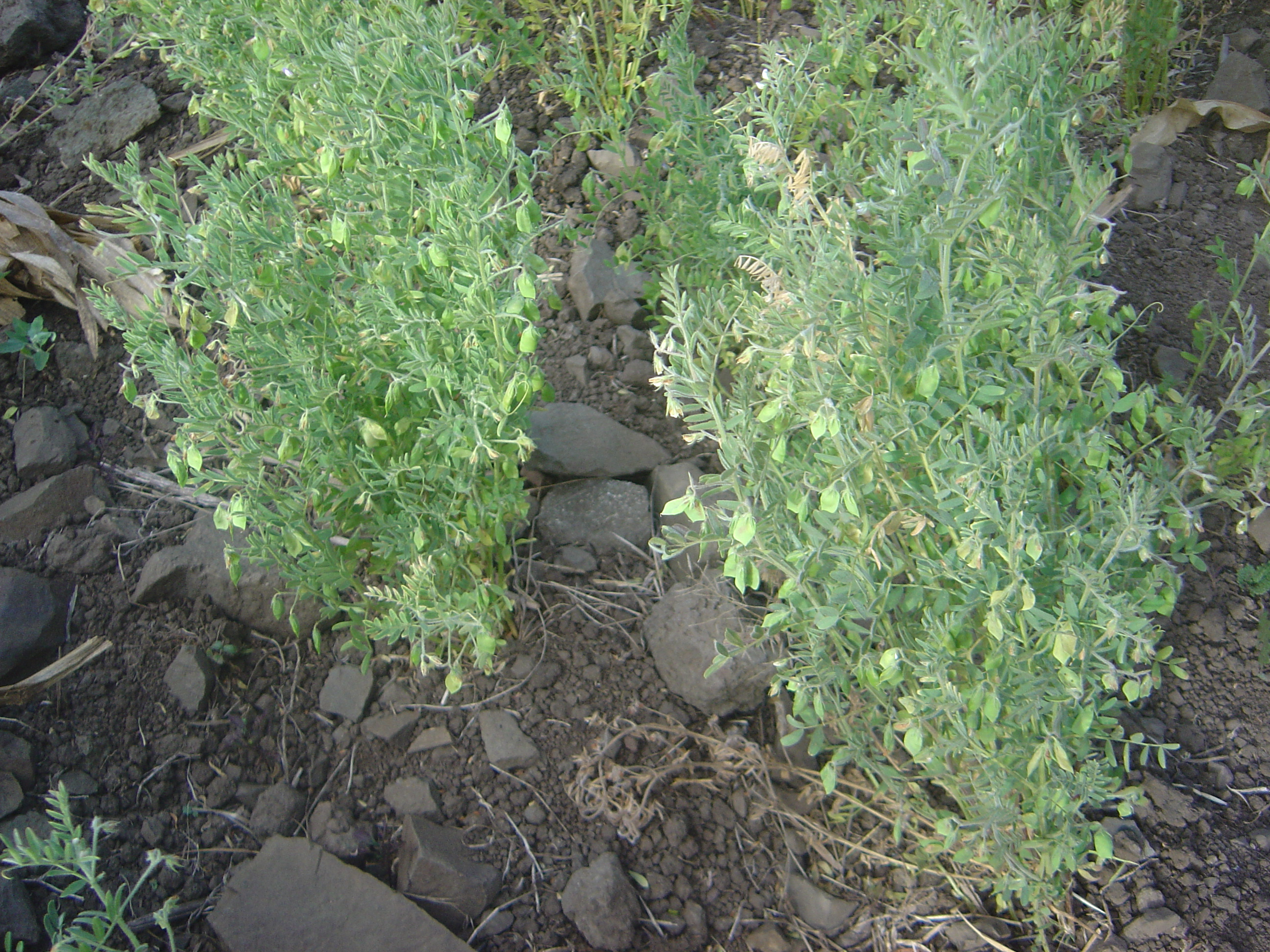
Linsenpflanzen

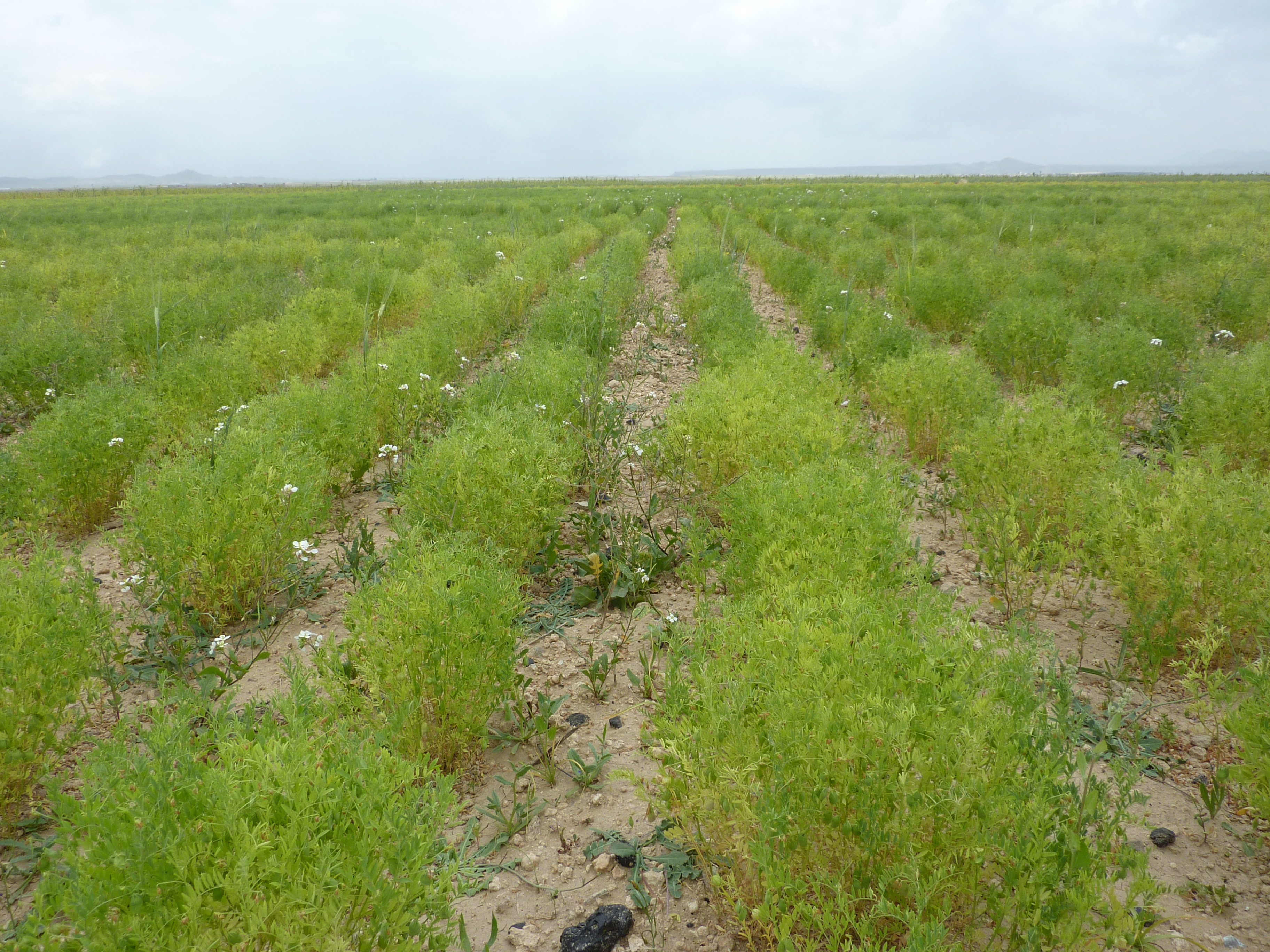
Reife Linsenpflanzen

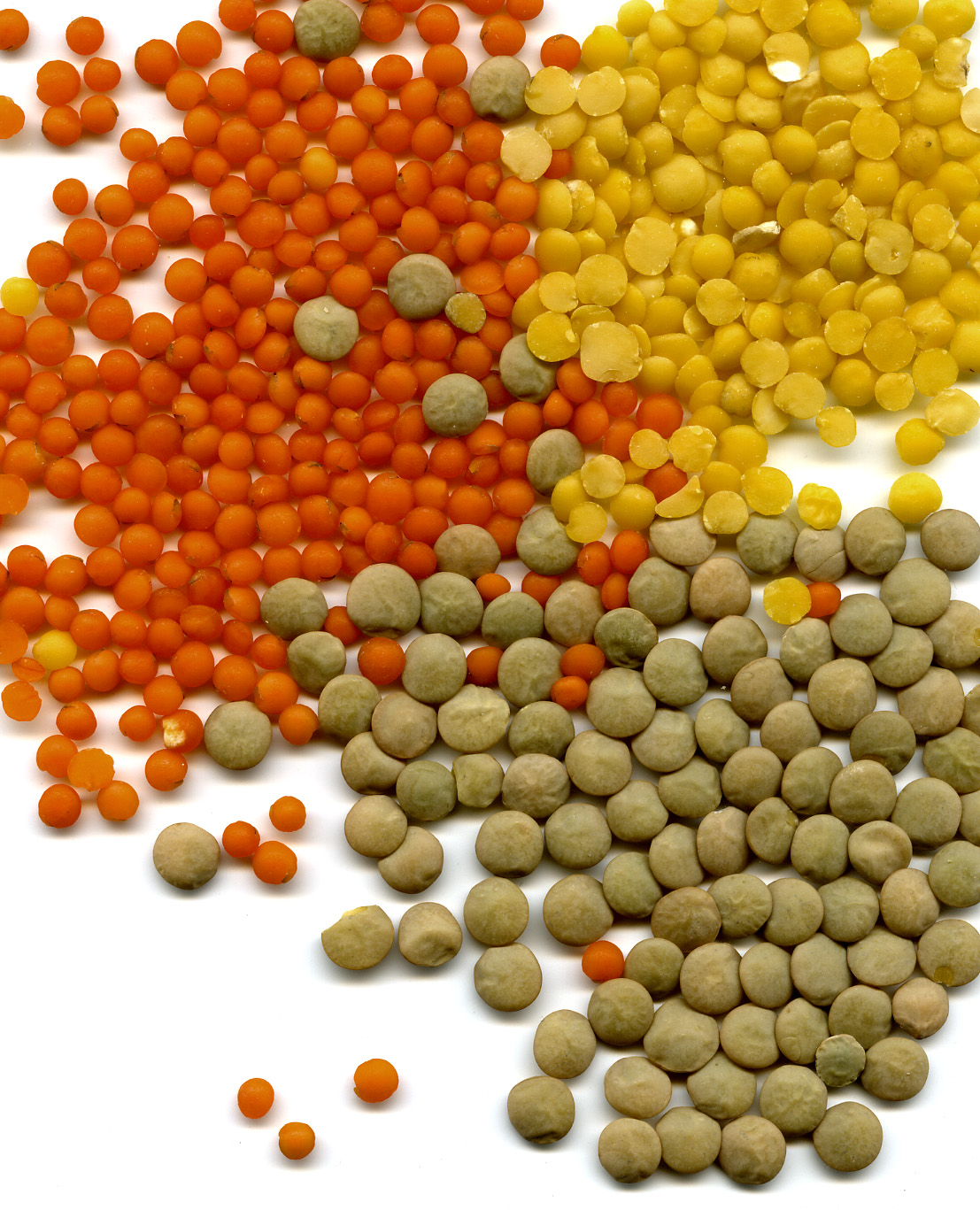
Linsensamen: geschälte rote und gelbe Linsen, braune Tellerlinsen

Verzehrt werden die Samen, in kleinem Umfang auch Keimlinge. Linsen werden in großem Umfang in Kanada, Indien und Australien angebaut, in Europa nur wenig, vor allem in Frankreich und Spanien. Allein in Indien sind über 50 Sorten verbreitet. Die Linse wird heute in Mitteleuropa kaum mehr angebaut, sie ist sehr selten und meist unbeständig auf Schuttplätzen oder auf Brachland verwildert.
Angebaut werden Linsen zumeist als Mischkultur gemeinsam mit Getreide (z. B. mit Hafer oder Gerste), das die nötige Rankhilfe darstellt. Aber auch Leindotter hat sich als Stützfrucht bewährt. Geerntet wird beides gemeinsam mit einem Mähdrescher. Das Erntegut besteht aus einer Mischung von Getreidekörnern oder Leindotter und Linsen, die in einem technisch aufwendigen Verfahren getrennt werden müssen. Kleine Fragmente oder Anhaftungen aus dem Getreide können dabei zurückbleiben, darum sind Linsen nicht immer 100 % glutenfrei. Linsen können als Leguminosen auch auf schlechten Böden und unter ungünstigem Klima angebaut werden, sie haben die Fähigkeit mittels Knöllchenbakterien Stickstoff aus der Luft zu binden.
In Deutschland werden sie seit Anfang des 21. Jahrhunderts wieder auf der Schwäbischen Alb („Alb-Leisa“), in Hessen und in Niederbayern angebaut. Die kargen Böden der Schwäbischen Alb eignen sich für den Anbau der anspruchslosen Linse. Die Anbaufläche betrug im Jahr 2019 in Baden-Württemberg 640 Hektar, ca. 80 % davon waren ökologisch bewirtschaftete Flächen. In Deutschland sind die Ernteerträge zu gering und gleichzeitig ist der technische Aufwand zu hoch, als dass sie im großen Stil zu international konkurrenzfähigen Preisen angebaut werden könnten. Der Vertrieb spezieller Sorten als regionale Spezialität oder als Nischenprodukt geschieht über Erzeugergemeinschaften oder im Direktverkauf vom Erzeuger in Hofläden. Ein Teil dieser Linsen wird regional als Teil der lokalen Küche oder als Spezialität in der gehobenen Gastronomie angeboten.
Die Erträge schwanken je nach Witterung und Anbaubedingungen zwischen 200 und 1000 kg pro Hektar.

### Sorten
Die Sorten können im Handel entsprechend ihrer Größe und Farbe klassifiziert werden. Die Farbe der Samenschalen kann von hellgrün bis tief purpurfarben variieren; ebenso können sie ockerfarben, braun, grau, schwarz oder gesprenkelt sein. Ebenso können sie  klassifiziert werden gemäß ihrer Aufbereitung, ob sie gespalten oder ganz sind, und ob sie geschält oder ungeschält sind. Geschälte Linsen haben die Farbe des Keimblatts, das den Kern des Samens bildet, und das gelb, orange, rot oder grün sein kann.
Typen mit rotem Keimblatt
- Nipper (Australien)
- Northfield (Australien)
- Cobber (Australien)
- Digger (Australien)
- Nugget (Australien)
- Aldinga (Australien)
- Masoor dal (braunschalige, jedoch geschälte Linsen mit orangerotem Keimblatt, Indien)
- Petite crimson (ungeschälte Masoor-Linsen)
- Red Chief (hellockerfarbene Schale und rotem Keimblatt)

Kleine Sorten mit grün-brauner Schale
- Eston Green
- Pardina (Spanien)
- Verdina (Spanien)

Mittelgroße Sorten mit grün-brauner Schale
- Avondale (USA)
- Matilda (Australien)
- Richlea

Große Sorten mit grün-brauner Schale
- Boomer (Australien)
- Brewer’s: eine große braune Linse, die in den USA häufig als Standardlinse betrachtet wird
- Castellana (Spanien)
- Laird: Der Handelsstandard für große grüne Linsen in Westkanada
- Merrit
- Mosa (Spanien)
- Naslada (Bulgarien)
- Pennell (USA)
- Riveland (USA)

Andere Typen
- Beluga: schwarze, perlenähnliche, leicht linsen- bzw. fast kugelförmige Linsen, die aufgrund ihrer Ähnlichkeit mit Beluga-Kaviar so genannt wurden
- Macachiados: große, gelbe mexikanische Linsen
- Le-Puy-Linsen (var. puyensis): Kleine, dunkel gesprenkelte blau-grüne Linsen aus Frankreich mit einer geschützten geografischen Herkunftsbezeichnung
- Alb-Leisa: drei alte Sorten aus der Schwäbischen Alb, die durch die Öko-Erzeugergemeinschaft Alb-Leisa geschützt werden

## Wirtschaftliche Bedeutung
Im Jahr 2023 wurden weltweit 7.068.621 Tonnen Linsen geerntet. Die zehn größten Erzeugerländer ernteten gemeinsam 95,2 % der Welterntemenge.
| Rang | Land                   | Menge (in t) |
| ---- | ---------------------- | ------------ |
| 1    | Australien             | 1.841.222    |
| 2    | Kanada                 | 1.671.072    |
| 3    | Indien                 | 1.558.637    |
| 4    | Türkei                 | 445.000      |
| 5    | Vereinigte Staaten     | 260.450      |
| 6    | Nepal                  | 200.787      |
| 7    | Bangladesch            | 196.829      |
| 8    | Kasachstan             | 192.885      |
| 9    | Volksrepublik China    | 169.098      |
| 10   | Russland               | 166.550      |
|      | Summe Top Ten          | 6.702.529    |
|      | Summe restliche Länder | 337.091      |

## Verwendung
Im Handel verbreitet sind:
- Tellerlinsen – meist ungeschält, braun, im Handel als braune Linsen bezeichnet; auch als Konserve
- Grüne Linsen – kleine, dunkelgrüne Linsen mit vergleichsweise langer Kochzeit
- Gelbe Linsen und rote Linsen – kleiner, bereits geschält und teilweise auch halbiert, kochen weicher und breiiger; typischerweise verwendet in Dal, Püree und Suppen.
- Berglinsen
- Beluga-Linsen – sehr klein und schwarz, bleiben beim Kochen bissfest, sehen ähnlich aus wie Beluga-Kaviar und heißen deshalb so. Beluga-Linsen werden heute überwiegend in Kanada und den USA angebaut.
- Puy-Linsen – grün-schwarz gesprenkelte Linsen, auch französische Linsen genannt, bissfest nach dem Kochen. „Puy-Linse“ ist eine geschützte Ursprungsbezeichnung, die nur für Linsen aus ausgewählten Kommunen um Le Puy in Frankreich verwendet werden darf. Aus anderen Regionen werden sie grüne Linsen genannt.[18]

In deutschen Gerichten werden Linsen oft mit Suppengrün und Mettwurst zu einer Suppe verkocht. Dabei wird regional auch etwas Essig zugegeben, was den Schaum beim Kochen mindert und angeblich die Verdaulichkeit verbessert. „Linsen mit Spätzle und Saitenwürstle“ ist eine Spezialität in der Region Schwaben.
Linsen sind leichter verdaulich als Erbsen oder Bohnen und haben einen hohen Eiweißanteil von 25 bis 30 % in der Trockenmasse, wodurch sie besonders bei zeitweiligem Fasten oder dauerhaft vegetarischer Ernährung ein wertvolles und zugleich preiswertes Nahrungsmittel darstellen. Bemerkenswert ist ebenso ihr hoher Gehalt an Zink, welches eine zentrale Rolle im Stoffwechsel spielt. Da sie kleiner sind als andere Hülsenfrüchte, brauchen sie auch weniger Einweich- und Kochzeit.
Ungeschälte Linsen lassen sich auch keimen und dann verarbeiten. Es gibt Hinweise auf eine verbesserte Aufschließung von Nährstoffen durch Keimen. Der Keimvorgang vervielfacht den Gehalt an B-Vitaminen in Linsen und anderen Samen. Linsenkeime enthalten auch Vitamin C im Gegensatz zu den getrockneten Samen.

## Inhaltsstoffe
Rohe Linsen enthalten unbekömmliche oder sogar giftige Inhaltsstoffe (Lektine und andere), die durch das Kochen unschädlich gemacht werden. Werden die Linsen vor dem Kochen eingeweicht und das Wasser abgegossen, wird der Gehalt unbekömmlicher Inhaltsstoffe reduziert.
Durchschnittliche Zusammensetzung:
Die Zusammensetzung der Inhaltsstoffe von Linsen schwankt naturgemäß, sowohl in Abhängigkeit von der Sorte als auch wegen verschiedener Umweltbedingungen (Boden, Klima) und Anbautechnik (Düngung, Pflanzenschutz).
| Nährwerte     | Nährwerte |
| ------------- | --------- |
| Wasser        | 11,5 g    |
| Eiweiß        | 23,4 g    |
| Fett          | 1,5 g     |
| Kohlenhydrate | 40,6 g*   |
| Ballaststoffe | 17,0 g    |
| Mineralstoffe | 2,7 g     |

| Mineralstoffe | Mineralstoffe |
| ------------- | ------------- |
| Natrium       | 7 mg          |
| Kalium        | 835 mg        |
| Magnesium     | 130 mg        |
| Calcium       | 65 mg         |
| Mangan        | 1,5 mg        |
| Eisen         | 8,0 mg        |
| Kupfer        | 740 µg        |
| Zink          | 3,8 mg        |
| Phosphor      | 410 mg        |
| Selen         | 10 µg         |

| Vitamine                 | Vitamine |
| ------------------------ | -------- |
| Retinol (Vit. A1)        | 17 µg    |
| Thiamin (Vit. B1)        | 480 µg   |
| Riboflavin (Vit. B2)     | 260 µg   |
| Nicotinsäure (Vit. B3)   | 2500 µg  |
| β-Carotin                | 100 µg   |
| Pantothensäure (Vit. B5) | 1600 µg  |
| Vitamin B6               | 575 µg   |
| Folsäure                 | 170 µg   |
| Vitamin C                | 7 mg     |

| Aminosäuren  | Aminosäuren |
| ------------ | ----------- |
| Arginin 1    | 2240 mg     |
| Histidin 1   | 710 mg      |
| Isoleucin    | 1190 mg     |
| Leucin       | 2110 mg     |
| Lysin        | 1890 mg     |
| Methionin    | 220 mg      |
| Phenylalanin | 1400 mg     |
| Threonin     | 1120 mg     |
| Tryptophan   | 250 mg      |
| Tyrosin      | 840 mg      |
| Valin        | 1390 mg     |

1 mg = 1000 µg
Der physiologische Brennwert beträgt 1144 kJ (270 kcal) je 100 g essbarem Anteil.